# Allognosta fuscitarsis
Allognosta fuscitarsis es una especie de mosquito del género Allognosta, de la familia Stratiomyidae, orden Diptera. Fue descrita por Say en 1823.
Mide aproximadamente 5,3 mm de longitud. Se distribuye por América del Norte: Canadá y Estados Unidos.